# Radicaal 35
Van de in totaal 214 Kangxi-radicalen heeft radicaal 35 de betekenis ga langzaam. Het is een van de eenendertig radicalen die bestaat uit drie strepen.
In het Kangxi-woordenboek zijn er 23 karakters die dit radicaal gebruiken.

## Karakters met het radicaal 35
| Strepen | Karakter |
| ------- | -------- |
| + 0     | 夊       |
| + 4     | 夋       |
| + 5     | 夌       |
| + 6     | 変 复    |
| + 7     | 夎 夏    |
| + 11    | 夐       |
| + 15    | 夑       |
| + 16    | 夒 夓    |
| + 17    | 夔       |

Orakelbotkarakter
Klein zegelkarakter